# União da Vitória
União da Vitória è un comune del Brasile nello Stato del Paraná, parte della mesoregione del Sudeste Paranaense e della microregione di União da Vitória. Si trova a 238 km dalla capitale dello Stato Curitiba.

## Geografia fisica
Il fiume Iguazú la divide dalla città di Porto União nello Stato di Santa Catarina ma i due centri abitati sono spesso considerati come un unico agglomerato urbano di circa 90.000 abitanti.

## Amministrazione
Il comune è suddiviso in tre distretti:
- União da Vitória (capoluogo)
- São Domingos
- São Cristóvão